# 新加坡警察部队科技局
警察部队科技局（英語：Police Technology Department）是新加坡警察部队的資訊科技部門。

## 歷史
警察部队科技局的歷史可追溯至1971年成立的資料處理組（Data Processing Unit, DPU），當時主要負責警隊的資料處理需求。
1972年，財政部電腦服務部門（Computer Services Department）為警隊開發了第一個電腦化系統——交通事故統計（批次處理）系統。隨著資料處理組的擴展，該單位於1981年更名為電子電腦與通訊部（Electronics, Computers and Communications Department, ECC）。電子電腦與通訊部由兩個主要分支組成：電腦系統組，負責電腦與資訊系統的開發與維護；以及警隊通訊組，負責管理整體通訊系統。電子電腦與通訊部於1999年11月獲得ISO 9001國際品質認證。
2000年4月15日，電子電腦與通訊部與規劃與組織部的科技規劃組（Technology Planning Division）及特別項目（C3）部門合併，成立了新的警察部隊科技局。一年後，即2001年4月15日，警察海岸保卫处資訊科技分支亦併入該局。

## 歷任局長
| 局長                  | 任期開始                          | 任期結束       |
| --------------------- | --------------------------------- | -------------- |
| Ng Yow Meng 助理总监  | （擔任ECC主管時期，具體年份不詳） | 2001年         |
| Soh Kee Hean 助理总监 | 2001年                            | 2004年10月1日  |
| Kan Siew Ning 先生    | 2004年10月1日                     | 2011年11月11日 |